# Ivana Miličević
Ivana Miličević (Sarajevo, 26. travnja 1974.) je američka glumica hrvatskih i bosanskohercegovačkih korijena.

## Životopis
Ivana Miličević rođena je u Sarajevu za vrijeme Jugoslavije.  Kći je majke Tonke, kućanice i oca Damira Miličevića (Hrvat), radnika u klaonici i privatnog poduzetnika. Kada je navršila 5 godina, njezina je obitelj emigrirala u SAD na područje Michigana gdje je i odrasla. Ivana ima dva mlađa brata,  Tomislava koji je gitarist u rock bandu 30 Seconds to Mars i Fillipa. Prije odlaska iz Michigana, Miličević je radila kao model dok je pohađala Athens High School (Troy, Michigan) te je bila plesačica u plesnoj skupini Troy Kids on the Block, koja je nastala kao hommage tada popularnom boy bandu New Kids on the Block.

### Karijera
Ivana Miličević se nakon završetka školovanja počela baviti glumom te se pojavila u nekoliko gostujućih uloga u nekoliko televizijskih serija kao što su: Čarobnice, Seinfeld, Felicity, Nash Bridges, Dadilja, Buzzkill, Buffy, ubojica vampira, Yes, Dear, Chuck i Prijatelji. Njezina glumačka karijera također podrazumjeva i stalnu ulogu u HBOovoj seriji  The Mind of the Married Man (Um oženjenog muškarca).
2006.je godine započela s radom na CBSovoj seriji Love Monkey. Imala je uloge i u filmovima Samo nebo zna i Isplata. U filmu o Jamesu Bondu u nastavku Casino Royale glumi lik Valenke. Ulogu Roxanne iz 2001. godine u  Zaljubljeni do ušiju, igrala je i ulogu Stacey u hitu Zapravo ljubav 2003. godine, pojavila se kao Erika Helios iu Frankenstein  2004., na fotografijama kao Caroline u Baš kao ona  2005., i kao Jean Raynor u filmu Kuga iz 2006. U 2007. godini igrala je lik Lene u Ružna Betty. Zablistala je ulogom uz Paula Walkera u Running Scared kao lik Mila Yugorsky. U 2008. godini igrala je ulogu u Witless Protection  te se pojavila u gostujućoj ulozi u četvrtoj sezoni serije  Dr. House u epizodi  "House's Head" i u drugoj sezoni serije Pushing Daisies u epizodi "The Norwegians".
Miličević je lik računalne igre Dasha Fedorovich u Command & Conquer: Red Alert 3 i u Command & Conquer Red Alert 3: Uprising.
Također je odglumila lik FBI agenta, Sarah Tanner u Slipstream iz 2005. godine.

## Filmografija
| Godina | Film                   | Uloga                      | Bilješka                        |
| ------ | ---------------------- | -------------------------- | ------------------------------- |
| 2010.  | Hawaii Five-0          | Nadia Luković/Natalie Reed |                                 |
| 2009.  | Beneath the Blue       | Gwen                       |                                 |
| 2008.  | Bitka u Seattleu       | Carla                      |                                 |
| 2008.  | Neobičan zaštitnik     | Madeleine Dimkowski        | Angelique- Dark Shadows - Piolt |
| 2007.  | Ružna Betty            | Lena                       | TV serija (2 epizode)           |
| 2007.  | Fallen                 | Ariel                      | TV serija (glavni lik)          |
| 2006.  | Casino Royale          | Valenka                    |                                 |
| 2006.  | Running Scared         | Mila Yugorsky              |                                 |
| 2006.  | Kuga                   | Jean Raynor                |                                 |
| 2006.  | Stariji sin            | Tanya                      |                                 |
| 2005.  | Baš kao ona            | Caroline                   |                                 |
| 2005.  | Samo nebo zna          | Katrina                    |                                 |
| 2005.  | Slipstream             | Agent                      |                                 |
| 2004.  | Frankenstein           | Erika Helios               |                                 |
| 2003.  | Čarobnice              | Mist                       |                                 |
| 2003.  | K vragu i ljubav       | Yvette                     |                                 |
| 2003.  | Zapravo ljubav         | Stacey                     |                                 |
| 2003.  | Žena po narudžbi       | Nina                       |                                 |
| 2001.  | Zaljubljeni do ušiju   | Roxana                     |                                 |
| 2001.  | Nebo boje vanilije     | Emma                       |                                 |
| 2001.  | Buffy, ubojica vampira | Sam Finn                   | epizoda As You Were             |
| 1997.  | Seinfeld               | Patty                      | TV serija (1 epizoda)           |
| 1997.  | Unhappily Ever After   | Oksana                     | TV serija (1 epizoda)           |
| 1997.  | Dadilja                | Tasha                      | TV serija (1 epizoda)           |
| 1996.  | Jerry Maquire          | bivša djevojka             | Ivana Marina                    |